# 2012年鹿児島県知事選挙
2012年鹿児島県知事選挙（2012ねんかごしまけんちじせんきょ）は、2012年（平成24年）7月8日に執行された鹿児島県知事を選出するための選挙。
福島第一原子力発電所事故以降運転を停止している川内原子力発電所（以下、川内原発）の再稼働が最大の争点となった。

## 選挙の概要
現職の伊藤祐一郎の任期満了に伴う知事選挙。立候補を表明したのは、現職で3期目を目指す伊藤と、新人で実業家の向原祥隆の一騎討ちとなった。争点は川内原発の再稼働。
各政党の対応は当時の政権与党の民主党と連立を組む国民新党、自民党・公明党の各野党がそれぞれ伊藤の推薦・支持を表明。共産党は無投票だった1963年以来49年ぶりに知事選への党公認・推薦候補の擁立はせず、「党として自主的に支援」という形で向原を支援。社民党は前回の知事選に続き自主投票とした。この他、みどりの未来が向原を、県農政連や連合鹿児島などが伊藤を推薦した。
この選挙では、同県出身の落語家である三遊亭歌之介（現 4代目三遊亭圓歌）が立候補を模索していたが断念している。

## 選挙データ

### 告示日
- 2012年（平成24年）6月21日

### 執行日
- 2012年（平成24年）7月8日
  - 当日の投票時間帯：午前7時～午後8時
  - 繰り上げ投票
    - 7月5日：三島村、十島村、屋久島町のうち1投票区
    - 7月7日：長島町のうち4投票区、瀬戸内町のうち2投票区

  - 期日前投票：2012年（平成24年）6月22日～7月7日
  - 開票：当日午後8時30分より

### キャッチコピー
ふみだせ、一票。

### イメージキャラクター
桜庭ななみ（演劇・音楽グループbump.yのメンバー。投票日時点で19歳）

### PR
若年有権者に投票を呼びかける目的で、前回2008年の選挙より1300枚多い7300枚のポスターを作成し、大学・専門学校、コンビニエンスストアなどに配布する。また、チラシを80万枚作成し、今回初めて全戸に配布する。告示日以降はテレビ・ラジオCMも行う。事業費は合計約1500万円。

## 立候補者
2名、届け出順。
| 候補者名（読み）                   | 年齢 | 党派                                                  | 肩書き               |
| ---------------------------------- | ---- | ----------------------------------------------------- | -------------------- |
| 伊藤祐一郎 （いとう ゆういちろう） | 64   | 無所属 （自民党 推薦・民主党、公明党、国民新党 支援） | 鹿児島県知事         |
| 向原祥隆 （むこはら よしたか）     | 55   | 無所属 （共産党 支援・みどりの未来 支持）             | 実業家、南方新社代表 |

### 選挙のタイムライン
- 2011年9月16日 - 現職の伊藤が県議会にて出馬表明。[11]
- 2011年12月21日 - 立候補を模索していた落語家の三遊亭歌之介（当時）がマスコミの取材で立候補を断念すると発表。[12]
- 2012年3月21日 - 県農政連が鹿児島市内での総会で伊藤の支援を正式に決定。[7]
- 2012年5月22日 - 県庁での会見で向原が立候補を表明。[13]
- 2012年5月23日 - 自民党が伊藤の推薦を正式決定。[2]
- 2012年5月26日 - 民主党鹿児島県連が常任幹事会を開き、伊藤を応援することを決定。6月12日に支援を正式に伝達。[1]
- 2012年5月31日 - 共産党鹿児島県委員会が県庁で会見を開き、独自候補を擁立せず向原を自主的に支援することを正式決定したと発表。[4]
- 2012年6月2日 - 社民党鹿児島県連合が鹿児島市内で総支部代表者会議を開き、自主投票とする方針を決定。[5]
- 2012年6月4日 - 連合鹿児島などが伊藤の推薦を正式決定。[8]
- 2012年6月6日 - 国民新党鹿児島県支部は薩摩川内市内で役員会を開き、伊藤を実質支援する方針を決定。6月12日に支援を正式に伝達。[1]
- 2012年6月7日 - 公明党が伊藤の実質支援を正式決定。[3]
- 2012年6月13日 - 同県出身の女優、桜庭ななみを知事選PRポスターに起用。[9]
- 2012年6月21日
  - みどりの未来が伊藤の支持を表明。[6]
  - 告示。現職と新人の一騎討ちに。[10]
- 2012年7月5日 - 繰り上げ投票が三島村などで執行。
- 2012年7月7日 - 繰り上げ投票が長島町などで執行。
- 2012年7月8日 - 投開票。[14]

### 各候補の訴え
- 伊藤...川内原発の安全確保や地元理解を前提にした再稼働容認　他
- 向原...反原発、川内原発の即時廃炉 他

## 選挙結果

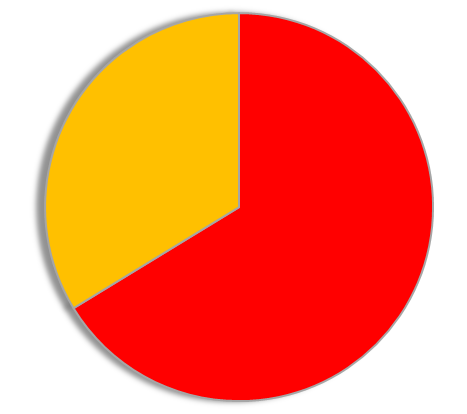
各候補の得票率（得票数の多かった順）

投票率は43.85%で、前回2008年の38.99%を上回る投票率であった。（前回比 +4.86%）当日の有権者数は136万7172人で投票者数は59万9500人であった。
候補者別の得票数の順位、得票数、得票率、惜敗率、供託金没収概況は以下のようになった。得票率と惜敗率は未発表のため暫定計算とした（小数3位以下四捨五入）。
|      | 順位 | 候補者名    | 党派   | 新現 | 得票数  | 得票率 | 惜敗率 | 供託金 |
| ---- | ---- | ----------- | ------ | ---- | ------- | ------ | ------ | ------ |
| 当選 | 1    | ■伊藤祐一郎 | 無所属 | 現   | 394,170 | 66.28% | ----   |        |
|      | 2    | ■向原祥隆   | 無所属 | 新   | 200,518 | 33.72% | 50.87% |        |

現職の伊藤は争点となった原発問題よりも財政再建など2期8年の実績を強調。民主党や自民党の他、連合や農政連など県内各団体からも幅広い支援を受け、組織戦を展開。「反原発」を訴える向原を振り切り、再選を果たした。向原は「反原発」を前面に打ち出し、川内原発即時廃炉を主張し、共産党や反原発の理念に共鳴した著名人の支援も受けるなど、都市部で巻き返しを図ったが、及ばなかった。